# Lviv Today
Lviv Today (укр. Львів Сьогодні) — український англомовний журнал, перший номер якого вийшов у травні 2008 року у Львові. Журнал належить і видається англійським журналістом Пітером Дікінсом, який переїхав до України близько десяти років тому, і нині[коли?] проживає у Києві. Журнал орієнтований на іноземних бізнесменів, політиків, туристів, а також місцевих жителів. Зміст журналу охоплює інформацію про бізнес, рекламі та розважальній сфері Львова, і країни в цілому.